# Dumaguete

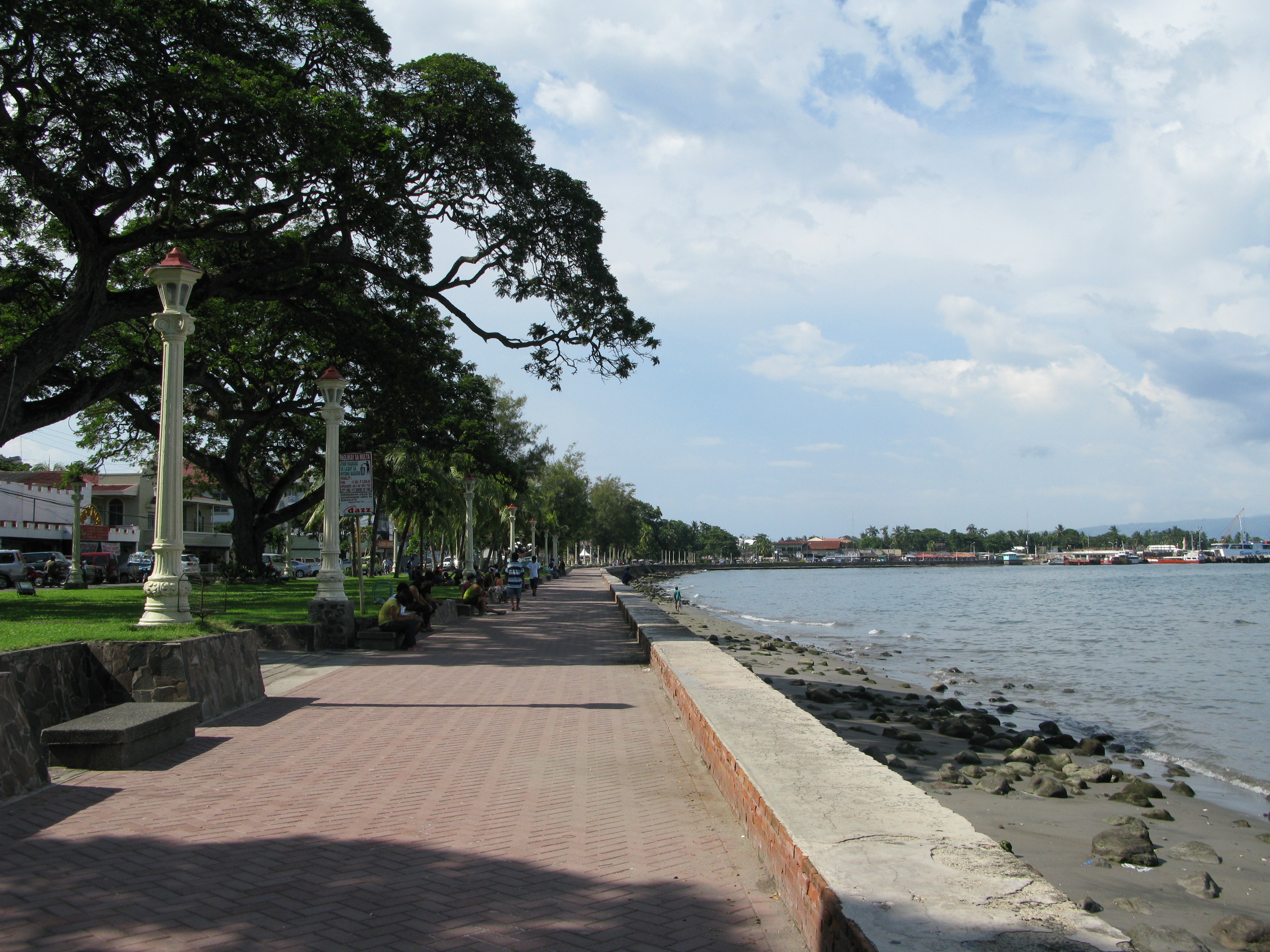
De promenade langs Rizal Boulevard met uitzicht op de Straat van Tañon.

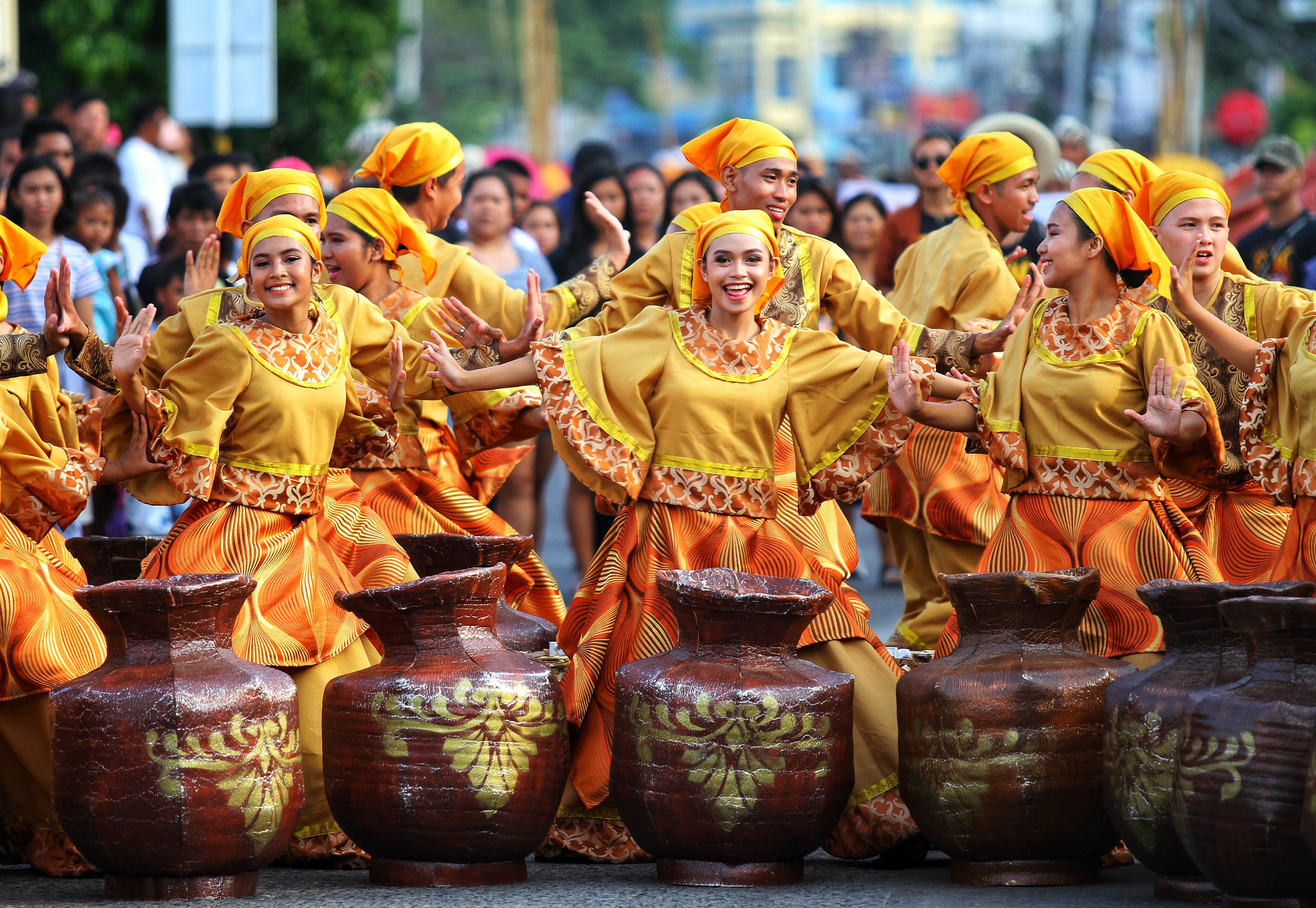
Sandurot Festival in Dumaguete

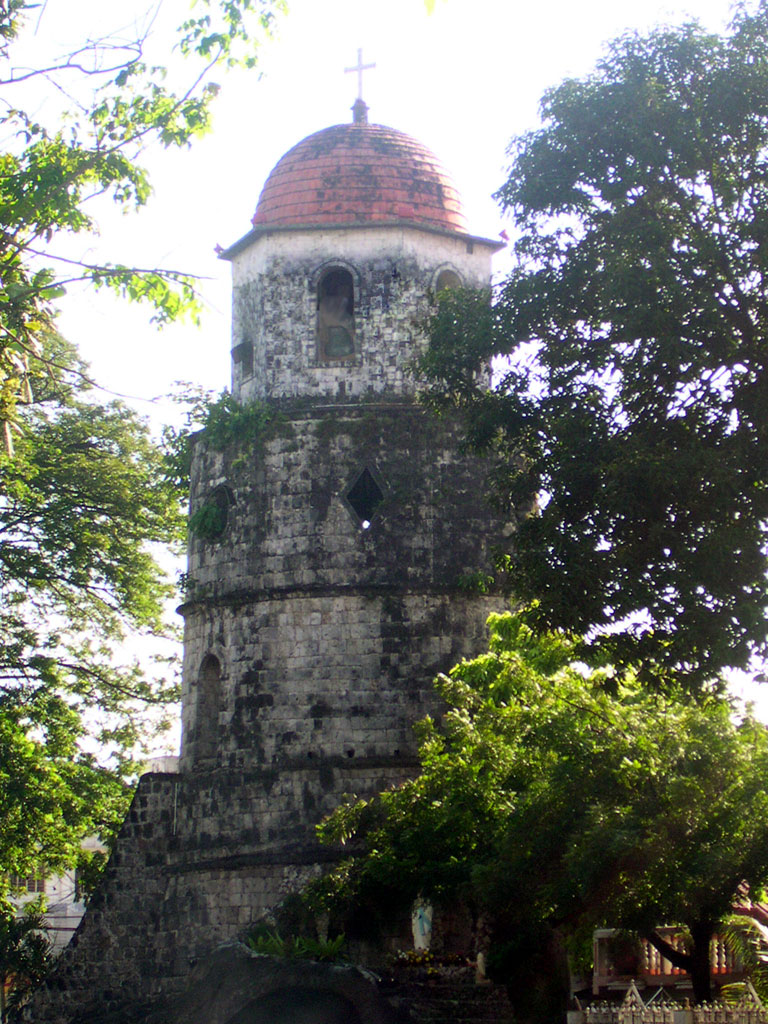
De Spaanse klokkentoren aan de Perdices Street te Dumaguete

Dumaguete is een stad in de Filipijnse provincie Negros Oriental. Het is de hoofdstad, de belangrijkste zeehaven en de grootste stad van de provincie. Bij de laatste census in 2007 had de stad ruim 116 duizend inwoners. De stad wordt ook wel The City of Gentle People (de stad van aardige mensen) genoemd.
In Dumaguete zijn zeven universiteiten en hogescholen gevestigd. Eén hiervan is de Silliman University, de eerste Filipijnse universiteit buiten Manilla en tevens de eerste protestantse school van het land. Het totale aantal studenten in de stad is ongeveer 30.000.
De stad trekt als gevolg van de goede bereikbaarheid per veerboot vanuit Cebu City, de aanwezigheid van beach resorts en duikplekken en de mogelijkheden om dolfijnen te zien, behoorlijk veel buitenlandse toeristen.
Het vervoer binnen Dumaguete vindt per jeepney en tricycle plaats. Tricycles bieden vervoer aan tot aan de bestemming zelf, de jeepney rijden zoals gebruikelijk een vaste route. De stad kent meerdere busstations voor vervoer richting bovenlokale bestemmingen. Even ten noorden van de stad ligt het regionale vliegveld, Sibulan Airport.

## Geografie

### Bestuurlijke indeling
Dumaguete is onderverdeeld in de volgende 35 barangays:
| - Bagacay - Bajumpandan - Balugo - Banilad - Bantayan - Batinguel - Bunao - Cadawinonan - Calindagan - Camanjac - Candau-ay - Cantil-e - Daro - Junob - Looc | - Mangnao-Canal - Motong - Piapi - Poblacion No. 1 - Poblacion No. 2 - Poblacion No. 3 - Poblacion No. 4 - Poblacion No. 5 - Poblacion No. 6 - Poblacion No. 7 - Poblacion No. 8 - Pulantubig - Tabuctubig - Taclobo - Talay |

## Demografie
Dumaguete had bij de census van 2007 een inwoneraantal van 116.392 mensen. Dit zijn 14.127 mensen (13,8%) meer dan bij de vorige census van 2000. De gemiddelde jaarlijkse groei komt daarmee uit op 1,80%, hetgeen lager is dan het landelijk jaarlijks gemiddelde over deze periode (2,04%). Vergeleken met de census van 1995 is het aantal mensen met 23.755 (25,6%) toegenomen.

De bevolkingsdichtheid van Dumaguete was ten tijde van de laatste census, met 116.392 inwoners op 33,62 km², 3462 mensen per km².

## Geboren
- Emilio Macias II (8 oktober 1933), politicus
- Mark Javier (20 oktober 1981), handboogschutter

Amlan · Ayungon · Bacong · Bais · Basay · Bayawan · Bindoy · Canlaon · Dauin · Dumaguete · Guihulngan · Jimalalud · La Libertad · Mabinay · Manjuyod · Pamplona · San Jose · Santa Catalina · Siaton · Sibulan · Tanjay · Tayasan · Valencia · Vallehermoso · Zamboanguita